# Entensys
UserGate — российский разработчик программного обеспечения в области интернет-безопасности.

## Продуктовая линейка
Компания UserGate была основана в 2006 году коллективом разработчиков-авторов флагманского продукта UserGate. В дальнейшем продуктовая линейка UserGate расширилась до 6 программных продуктов: UserGate Proxy & Firewall, UserGate Mail Server, UserGate Web Filter (ранее GateWall DNS Filter), UserGate UTM, UserGate Mail Security (ранее Gatewall Antispam), KinderGate Родительский Контроль.
Компания UserGate (ООО "Юзергейт") разрабатывает технологии, обеспечивающие безопасность доступа в интернет, гибкое управление пользователями, улучшение качества интернет-доступа. Решения компании используются в более, чем 50 тысячах организаций в России и зарубежных странах, в тысячах образовательных учреждений, в провайдерских сетях и на домашних компьютерах. Продукты UserGate обеспечивают защиту от интернет-угроз, фильтрацию опасного, незаконного и нежелательного контента, защищая тем самым пользователей от разнообразных рисков, связанных с использованием интернета.
Сотрудничество с такими технологическими партнерами, как «Лаборатория Касперского», Panda Security, Cyren и Webroot, позволило создать программные средства со встроенными модулями антивируса, антиспама, а также способствует обеспечению качественной фильтрации интернет-ресурсов в глобальных масштабах.
В 2016 году компания начала работу по продаже корпоративных решений. В этом же году было серьезно расширено сотрудничество с компанией Мегафон.
Штаб-квартира компании находится в Новосибирске, Россия.
Представители компании отрицают факты использования программного обеспечения с открытым исходным кодом в своих разработках.

## Общественная деятельность
UserGate ведет активную общественную деятельность в направлении обеспечения безопасности пользования Интернетом детьми.
Компания UserGate является партнером:
- Центр Безопасного Интернета
- Фонд развития Интернет
- РОЦИТ
- Линия помощи «Дети Онлайн»
- ОблЦИТ
- Лига безопасного интернета
- Фонд «Дружественный Рунет»
- CSEI «Детская Линия»
- Фонд «Дети мира»
- Национальный фонд защиты детей от жестокого обращения

UserGate участвует в разработке мировых стандартов в области защиты детей в рамках МСЭ.